# Fritz Krüger (Romanist)
Fritz Krüger (* 7. Dezember 1889 in Spremberg; † 17. August 1974 in Mendoza) war ein deutscher Romanist und Hispanist.

## Leben und Werk
Krüger promovierte 1911 in Gießen bei Dietrich Behrens mit Sprachgeographische Untersuchungen im Languedoc und Roussillon (Hamburg 1911 und Revue de Dialectologie Romane 4, 1912, S. 1–15 und 5, 1913, S. 1–88) und publizierte dann Studien zur Lautgeschichte westspanischer Mundarten : auf Grund von Untersuchungen an Ort und Stelle; mit Notizen zur Verbalflexion und zwei Übersichtskarten (Hamburg 1914). Wegen des Ersten Weltkriegs habilitierte er sich erst 1919 in Hamburg bei Bernhard Schädel.
1924 wurde er in Hamburg außerordentlicher Professor und 1927 als Nachfolger von Schädel ordentlicher Professor für romanische Philologie. Im November 1933 unterzeichnete er das Bekenntnis der deutschen Professoren zu Adolf Hitler. Er trat zum 1. Mai 1937 der NSDAP bei (Mitgliedsnummer 3.983.618).
1945 verließ er Deutschland und wurde Professor an der Universidad Nacional de Cuyo, Mendoza (Argentinien) und Direktor des dortigen Instituto de Lingüística. Krüger war korrespondierendes Mitglied der Real Academia Española.
1960 wurde Krüger mit dem Verdienstkreuz 1. Klasse der Bundesrepublik Deutschland ausgezeichnet.

## Weitere Werke
- El dialecto de San Ciprián de Sanabria : monografía leonesa, Madrid 1923.
- Einführung in das Neuspanische, Leipzig 1924.
- Die Hochpyrenäen, 6 Bde., Hamburg 1936–39.
- El léxico rural del Noroeste ibérico, Madrid 1947.
- El mobilario popular en los países románicos, 3 Bde., Coimbre 1959–1963.